# Educazione artistica
L'educazione artistica è l'educazione e l'insegnamento relativo alle arti visive (disegno, pittura, scultura, ecc.), sia riguardo alle varie tecniche artistiche, sia riguardo alla storia dell'arte.

## In Italia
"Arte e Immagine" è una materia di studio istituita dal Ministro dell'Istruzione Letizia Moratti nel 2003. La materia ha sostituito l'"Educazione all'immagine" nella scuola elementare (ora primaria) e "Arte e Immagine" nella scuola media (ora secondaria di I grado).
Queste sono le linee guida di Arte e Immagine, l'ex educazione artistica nella scuola secondaria di primo grado:
- Educare alla visione e alla percezione del bello e alla competenza comunicativa in campo iconico.
- Educare all'osservazione e descrizione globale di un'immagine.
- Confrontare e riconoscere opere e generi con uno sguardo d'insieme alla storia dell'arte e dei suoi protagonisti.
- Identificare tecniche bidimensionali e tridimensionali.
- Usare tecniche grafiche e pittoriche per rappresentare elementi della realtà e della fantasia.
- Approfondire la conoscenza e l'uso consapevole del colore e della luce.
- Conoscere e confrontare le diverse tecniche espressive, tradizionali e multimediali.
- Affrontare le arti come espressione di altri popoli e culture.
- Pianificare visite ai musei e ai beni culturali del proprio territorio.

Si tratta di una disciplina che, attraverso l'insegnamento del disegno e delle tecniche artistiche, unitamente alla storia dell'arte e all'educazione visiva, vuole avviare l'alunno alla composizione di elaborati grafici, sulla base delle tecniche artistiche studiate e le nozioni di educazione visiva, più precisamente in quest'ultimo caso si tratta dello studio della composizione (assiale, simmetrica, asimmetrica, concentrica) e dei codici visivi (la linea, il colore, la luce, l'ombra ecc.), che l'alunno studia e analizza anche attraverso l'insegnamento di storia dell'arte. Sempre parte della materia è pure lo studio del valore "linguistico" dell'immagine, storico, religioso, politico, estetico, e di tutti gli altri valori di cui l'opera d'arte è portatrice, per favorire nell'alunno la libera espressione, stimolando la fantasia, attraverso l'appropriarsi anche di mezzi tecnici-espressivi. Tra gli altri compiti importanti di Arte e Immagine (la ex educazione artistica) è quello di sensibilizzare l'alunno al rispetto del patrimoni storico-artistico italiano e, infine, sviluppare nei ragazzi anche un sentimento di orgoglio e di appartenenza allo Stato italiano, il cosiddetto "Bel Paese".

### Origini della disciplina
La prima proposta didattica per la scuola primaria su queste tematiche risale al 1984, quando l'editore Carlo Signorelli, sulla scia del primato editoriale acquisito nell'ambito dell'educazione artistica, pubblica la collana Ciao Arte – VI volumi, realizzata da Alfredo Accatino e Ornella Angeloni. L'opera, affrontando per la prima volta in maniera organica la disciplina, delinea di fatto le linee guida della circolare ministeriale che nel 1986 introdurrà finalmente la materia fra quelle “consigliate” nella scuola elementare. L'educazione all'immagine si è sempre studiata e si studia nelle scuole secondarie di primo grado e si studiava negli ultimi due anni degli ex istituti d'arte, attualmente assorbiti nel liceo artistico, in base all'ultima riforma della scuola media superiore. Attualmente, viene studiata l'educazione all'immagine anche nei bienni delle scuole superiori, come fase preparatoria al triennio, in cui si studia storia dell'arte. Con il cambiamento di nome da educazione artistica ad Arte e Immagine, c'è stato un sensibile, ma non tuttavia stravolgente, cambiamento di programma, con uno sviluppo della didattica, realizzando volumi sempre più operativi, destinandone uno solamente per le tecniche e i materiali, l'altro solo per storia dell'arte, con l'aggiunta di volumi didattici operativi per esercizi. Tra gli autori importanti e precursori abbiamo lo scrittore italiano Pinin Carpi, autore di numerosi libri per ragazzi dedicati alla figure di artisti e dei diversi generi espressivi, il pedagogo Giovanni Gozzer e il teorico dell'arte e artista Enrico Accatino, che per anni gestì la disciplina per Non è mai troppo tardi e Telescuola.